# Greenyard Fresh Germany
Die Greenyard Fresh Germany GmbH ist eine in Bremen ansässige Tochtergesellschaft der börsennotierten belgischen Greenyard NV. Sie ist eines der wichtigsten Unternehmen im Geschäftsfeld Handel mit Frischfrucht mit Schwerpunkt Import, Reifung und Handel von Bananen.
Die Greenyard Fresh Germany GmbH betreibt in Deutschland und Österreich 8 Distribution Center mit Lager- und Logistikleistungen für frisches Obst und Gemüse. Zu den Leistungen zählt ebenfalls das Qualitätsmanagement sowie die Rückverfolgbarkeit der Frischeprodukte.
Endverbrauchern ist sie hier vor allem durch die Marke 1x1 bekannt und durch ihre Schadenersatzklage gegen die EU-Bananenmarktordnung (insbesondere Verordnung Nr. 404/93 und 1442/93), die in zweiter Instanz abgewiesen wurde.

## Geschichte
Keimzelle des Unternehmens ist die am 24. Juni 1902 von Gustav Scipio gegründete Fruchthandel-Gesellschaft in Bremen, die Südfrüchte importierte. 1967 war die Geburtsstunde der Chiquita-Banane in der Bundesrepublik Deutschland. Als erster Großhändler begann das Unternehmen im selben Jahr das Geschäft mit SB-gerecht verpacktem Obst und Gemüse. Auch das Warenzeichen 1x1 geht aus den Geschäftstätigkeiten des Unternehmens hervor. Bernd-Artin Wessels sollte die Unternehmensentwicklung der Scipio-Gruppe in den 1970 bis in die 2000er Jahre maßgeblich beeinflussen und 1987 die Gründung der Atlanta AG betreiben, in der er 1987 Vorstandsvorsitzender und 1998 Aufsichtsratsvorsitz wurde. In dieser Zeit wurde diese Unternehmensgruppe zu einem der wichtigsten Unternehmen in diesem Geschäftsfeld ausgebaut. Die Scipio GmbH & Co. übernimmt 1996 Holding-Funktionen, die Atlanta AG steuert das operative Geschäft. 1998 wurde die DFM Direct Fruit Marketing GmbH als Unternehmen der Atlanta-Gruppe gegründet. 1999 erfolgte die Ausgliederung der Heuer-Gruppe als Speditions- und Umschlagsunternehmen.
Ende der 1980er Jahre übernahm der Bananenmulti Chiquita Brands International aus Cincinnati fast alle Anteile der Atlanta-Mutter Scipio, was aber von beiden Unternehmen stets bestritten wurde. Im März 2003 gliederte Chiquita die heimliche Tochter Atlanta offiziell ein. Von 2003 bis 2008 gehörte sie zu Chiquita. In dieser Zeit folgte eine Phase der Restrukturierung.

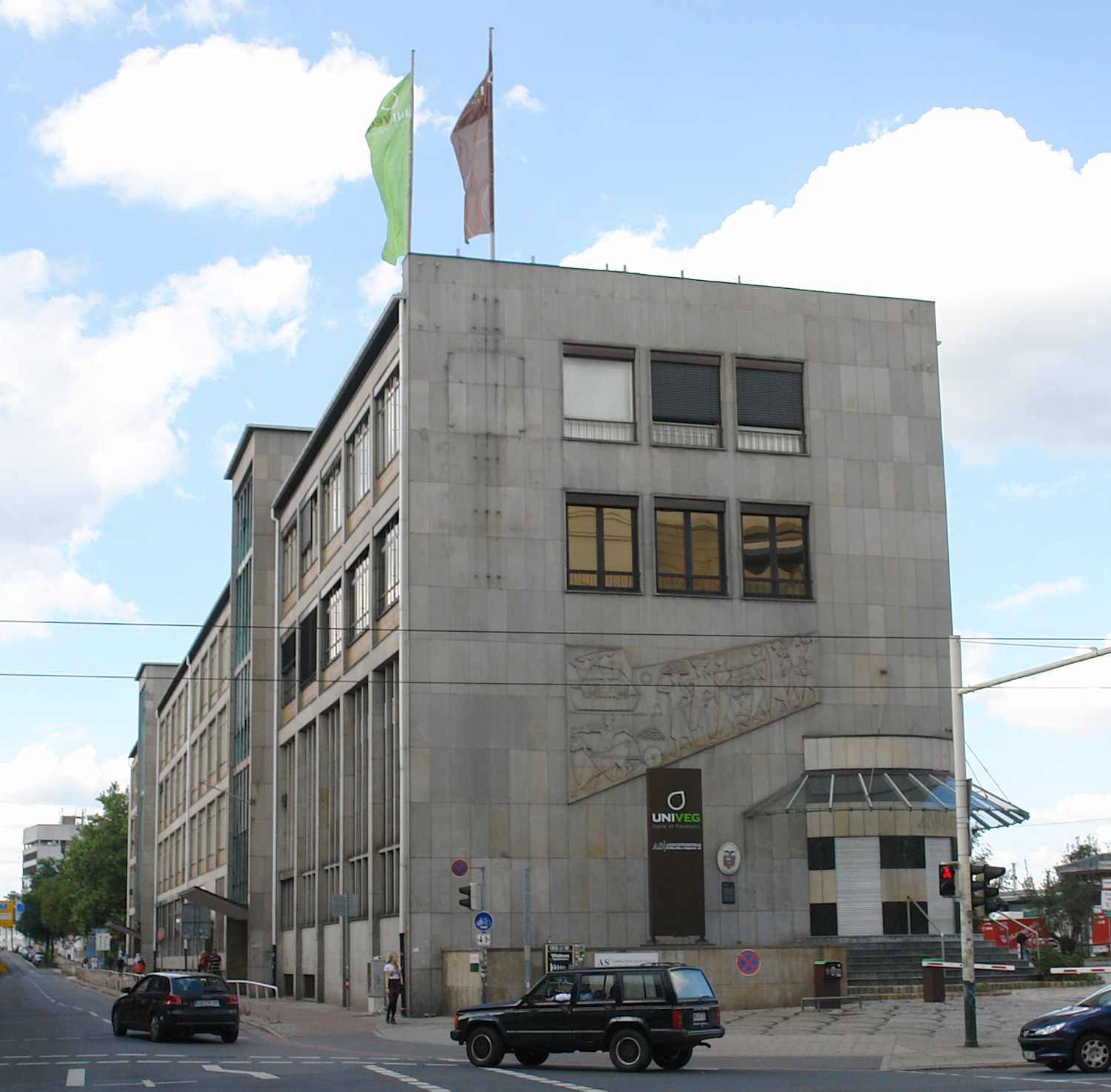
Fruchthof Bremen, 2010

Im zweiten Quartal 2008 veräußerte Chiquita das Unternehmen für 54 Millionen Euro an die belgische Univeg-Gruppe. Aus der Atlanta AG wurde die Univeg Deutschland.

Die Greenyard Fresh Gruppe in Belgien ist ein weltweiter Lieferant von frischen Produkten, zu denen neben Obst und Gemüse auch Blumen und Pflanzen sowie Convenience-Produkte und Transport- und Logistikservices zählen.
2014 gab die UNIVEG Deutschland den traditionsreichen Firmensitz im 1955 gebauten Fruchthof Bremen am Breitenweg auf und zog mit der Zentrale in einen Neubau an der Universitätsallee um.

Seit Mitte 2015 gehört UNIVEG zur Greenyard Gruppe. Am 1. Januar 2017 firmierte das Unternehmen zu Greenyard Fresh Germany GmbH um.

## Unternehmen

### Logistik
Die 7 Distribution Center (DCs) sind flächendeckend in Deutschland und Österreich verteilt, mit jeweils dort angesiedelten Bananenreifereien, Kommissionierungsflächen, Palettenregallagern, Kombikühlräumen und Packstationen.

### Distribution Center
- Greenyard Fresh Germany GmbH, DC Bremerhaven
- Greenyard Fresh Germany GmbH, DC Eitting
- Greenyard Fresh Germany GmbH, DC Southwest
- Greenyard Fresh Germany GmbH, DC Duisburg
- Greenyard Fresh Germany GmbH, DC Hamburg
- Greenyard Fresh Germany GmbH, DC München
- Greenyard Fresh Austria GmbH in Wien